# Eupithecia liberata
Eupithecia liberata es una especie de polilla de la familia Geometridae. La especie fue descrita por primera vez por Hiroshi Inoue habiendo sido descrita en 2000, con distribución en Nepal. El holotipo de la especie fue descrita en los alrededores del río Godavari a poca distancia de Katmandú.